# 5 Grupa Artylerii
5 Grupa Artylerii (5 GA) – oddziały i pododdziały artylerii organicznej wielkich jednostek piechoty i kawalerii oraz artylerii Odwodu Naczelnego Wodza stacjonujące na terenie Okręgu Korpusu Nr V i podporządkowane dowództwu 5 Grupy Artylerii.
5 Grupa Artylerii została utworzona w terminie do 15 stycznia 1929 r. na podstawie rozkazu L. 1019/Org. ministra spraw wojskowych z dnia 31 grudnia 1928 r. Proces formowania grupy zakończony został w marcu tego roku. Dowództwo grupy powstało na bazie dotychczasowego 5 Okręgowego Szefostwa Artylerii.
Minister spraw wojskowych rozkazem B. Og. Org. 403 Tjn. Org. II, ogłoszonym 18 maja 1929, przydzielił 2 dywizjon pociągów pancernych pod względem wyszkolenia do 5 Grupy Artylerii.

## Obsada personalna
Dowództwo Artylerii Okręgu Generalnego „Kraków”
- ppłk art. Marian Bolesławicz (XI 1918 – IV 1919)

Sztabowy oficer inspekcyjny artylerii Okręgu Generalnego „Kraków”
- mjr art. Erwin Mehlem
- mjr art. Władysław Munnich (od 9 VII 1920)

Szefostwo Artylerii i Służby Uzbrojenia Okręgu Korpusu Nr V 1921–1926
- szef – gen. dyw. Ignacy Kazimierz Ledóchowski (1923 – 10 IV 1925[2])
- szef – płk Ryszard Frendl (od 10 IV 1925)
- zastępca szefa – płk art. Karol Grodzicki (od X 1925 ze stanowiska dowódcy 21 pap)

5 Okręgowe Szefostwo Artylerii 1926–1928
- szef – płk art. Jan Maciej Bold (VIII 1927 – III 1929)
- zastępca szefa – płk art. Jan Maciej Bold (V – VIII 1927)

5 Grupa Artylerii 1929–1939
- płk art. Jan Maciej Bold (III – X 1929)
- płk art. Aleksander Batory (od X 1929)
- płk art. Aleksander Hertel (1936 - 1937)
- płk art. Leon Bogusławski (do 1939)

## Ordre de Bataille 5 Grupy Artylerii w 1939
Dowództwo 5 Grupy Artylerii w Krakowie
- dowódca – płk art. Leon Bogusławski do 1939 → dowódca artylerii Armii „Kraków”
- I oficer sztabu
- II oficer sztabu

artyleria ONW:
- 5 pułk artylerii ciężkiej w Krakowie

artyleria wielkich jednostek:
- 6 pułk artylerii lekkiej w Krakowie
- 21 pułk artylerii lekkiej w Białej (III dywizjon w Cieszynie)
- 23 pułk artylerii lekkiej w Będzinie (II dywizjon Żorach)
- 5 dywizjon artylerii konnej w Oświęcimiu
- 2 dywizjon pociągów pancernych w Niepołomicach